# Liste de romans sur l'Amérique précolombienne classés par auteur
Cet article contient une liste de romans sur l'Amérique précolombienne classés par auteur.

Voir aussi :
- la liste de romans sur l'Amérique précolombienne classés par titres.
- la liste des ouvrages par thème ;
- la liste des ouvrages par auteur ;

- Haut – A
- B
- C
- D
- E
- F
- G
- H
- I
- J
- K
- L
- M
- N
- O
- P
- Q
- R
- S
- T
- U
- V
- W
- X
- Y
- Z

Note techniqueUtiliser le modèle {{Ouvrage| titre=|éditeur=|auteur=|langue=|jour=|mois=|année=|lieu=|publi=|pages=|isbn=|oclc=|commentaire = }} pour compléter cette liste du plus ancien au plus récent.

## G
- Alain Gerber Le jade et l'obsidienne, Robert Laffonts, 1981Roman historique

## J
- Gary Jennings AztecaRoman historique très documenté